# Acanthocladus santosii
Acanthocladus santosii är en jungfrulinsväxtart som först beskrevs av John Julius Wurdack, och fick sitt nu gällande namn av J.F.B.Pastore och D.B.O.S.Cardoso. Acanthocladus santosii ingår i släktet Acanthocladus och familjen jungfrulinsväxter. Inga underarter finns listade i Catalogue of Life.